# Estádio dos Eucaliptos
Estádio dos Eucaliptos – stadion piłkarski, w Santa Maria, Rio Grande do Sul, Brazylia, na którym swoje mecze rozgrywa klub Riograndense Futebol Clube.